# Rati (diosa)

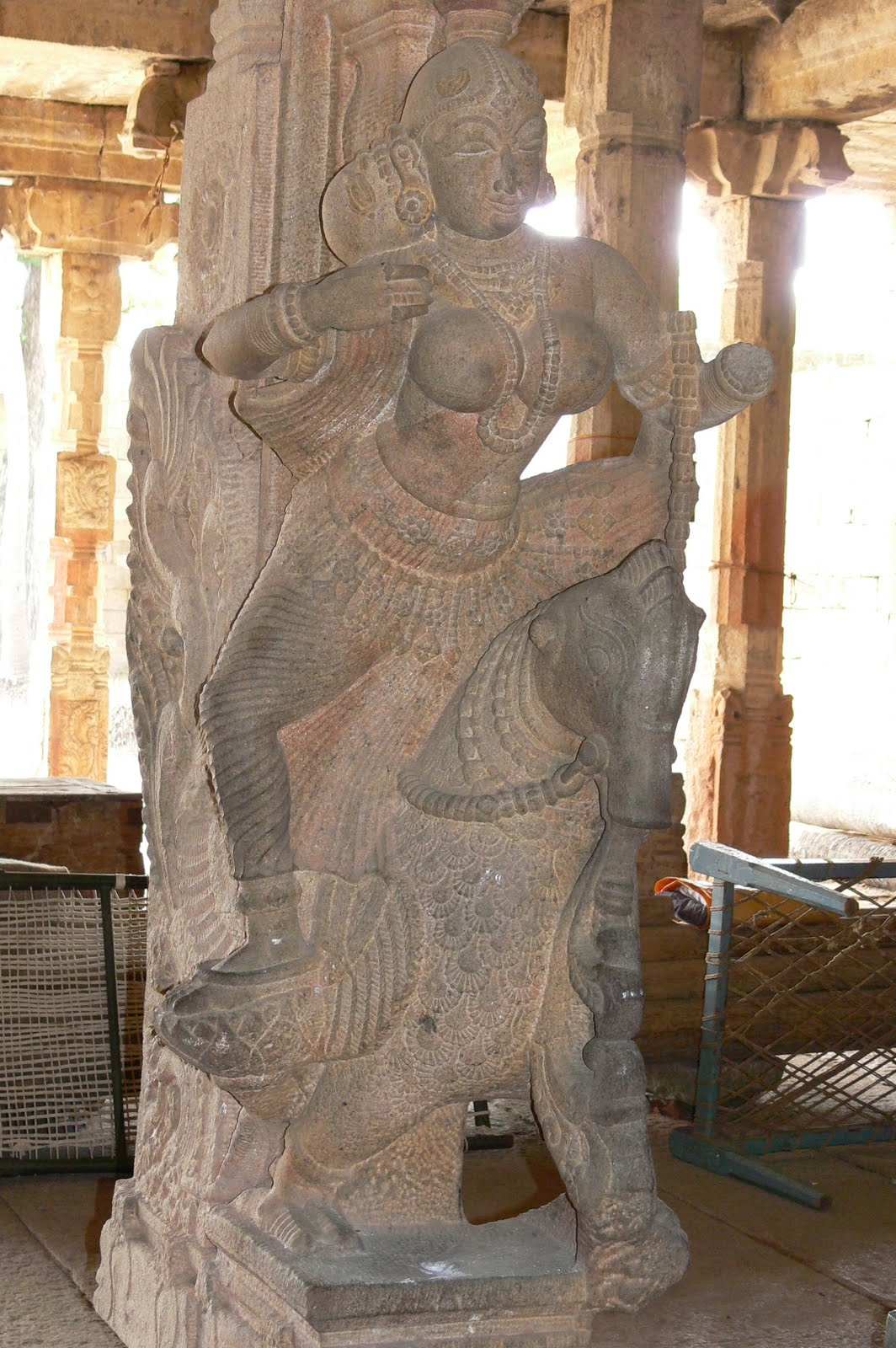
Una escultura de piedra de Rati en un pilar de templo, opuesto al pilar con Kama. Sentada en un loro, Rati está sujetando un arco de cáñamo de azúcar.

Rati (en sánscrito: रति) es la diosa (deví) del sexo, el deseo carnal, la lujuria, la pasión y el placer sexual en el Hinduismo; Rati es la contraparte femenina y ayudante de Kama (Kamadeva), el dios del amor. Compañera constante de Kama, a menudo es mostrada con él en leyendas y esculturas de templos. También es adorada junto a Kama. Rati es a menudo asociada con la excitación y el deleite de la actividad sexual, y muchas técnicas y posiciones sexuales derivan sus nombres en sánscrito del suyo.
Las escrituras hindúes hacen hincapié en la belleza y sensualidad de Rati. La describen como una maravillosa doncella virginal que tiene el poder de encantar al dios del amor. Cuando el dios Shiva quemó a su marido hasta reducirlo a cenizas, fue Rati, a través de sus súplicas o penitencias, quien consiguió la promesa de la resurrección de Kama. A menudo, esta resurrección sucede cuando Kama renace como Pradiumna, el hijo de Krishna. Rati – bajo el nombre de Mayavati – juega un papel clave en la crianza de Pradiumna, que es separado de sus padres al nacer. Actúa como su niñera, así como su amante, y le dice que la manera de regresar con sus padres es matando al rey-demonio, destinado a morir por su mano. Más tarde, Kama-Pradiumna acepta a Rati-Mayavati como su mujer.

## Etimología
El nombre de la diosa Rati proviene de la raíz sánscrita ram, que significa "disfrutar" o "deleitarse en." A pesar de que la raíz del verbo generalmente se refiere a cualquier clase de disfrute, normalmente lleva connotaciones de disfrute físico y sensual. Etimológicamente, la palabra rati se refiere a cualquier cosa que pueda ser disfrutada; pero casi siempre se utiliza para referirse al amor sexual.

## Nacimiento y matrimonio

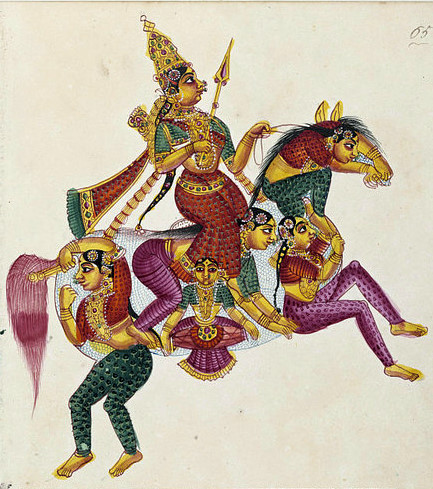
Rati a caballo.

El Kalika Purana narra el siguiente cuento sobre el nacimiento de Rati. Después de la creación de los 10 Prajapatis, Brahma – el dios creador – crea a Kama (Kamadeva), el dios del amor, de su mente. Kama recibe la orden de extender el amor en el mundo al disparar sus flores-flechas y Prajapati Daksha recibe la orden de presentar una esposa a Kama. Kama primero utiliza sus flechas contra Brahma y el Prajapatis, quienes están todos atraídos de forma incestuosa por Sandhya ("atardecer/ocaso"). Shiva, que pasaba de largo en ese momento, les mira y se ríe. Avergonzados, Brahma y el Prajapatis tiemblan y perspiran. Del sudor de Daksha surge una hermosa mujer llamada Rati, a quién Daksha presenta a Kama como su mujer. Al mismo tiempo, el agitado Brahma maldice  Kama a ser quemado a cenizas por Shiva en el futuro. Aun así, a petición de Kama, Brahma le asegura que renacerá. El Brahma Vaivarta Purana narra que Sandhya se suicidó después de que Brahma la deseara. El dios Vishnu la resucita y la llama Rati, y la casa con Kama. El Shiva Purana menciona que después de su suicidio Sandhya renace del sudor de Daksha como Rati. En algunos textos, el dios Shiva es descrito como el padre de Rati.
El Harivamsa, un apéndice a la épica Mahabharata, menciona que Kama y Rati tienen dos niños, Harsha ("Alegría") y Yashas ("Gracia"). Aun así, el Vishnu Purana menciona que Rati, como Nandi, solo tiene un hijo, Harsha. Las épicas Mahabharata y Ramayana también muestran a Rati como consorte de Kama.

## Renacimiento como Mayavati: muerte y resurrección de Kama
El demonio Tarakasura había creado caos en el universo, y solo el hijo del dios Shiva podía matarle, pero Shiva se había dedicado a la vida asceta tras la muerte de su primera mujer, Satí. Así que Kama fue instruido por los dioses para hacer que Shiva se enamorara de nuevo. Kama fue al Monte Kailash con Rati y Madhu o Vasanta ("Primavera"), y disparó sus flechas de amor a Shiva (en otra versión de la leyenda, Kama se introdujo en la mente de Shiva) e invocó su deseo. Herido por las flechas de Kama, Shiva es atraído por Parvati, la reencarnación de Sati, pero, agitado, quema a Kama con una mirada de su tercer ojo.

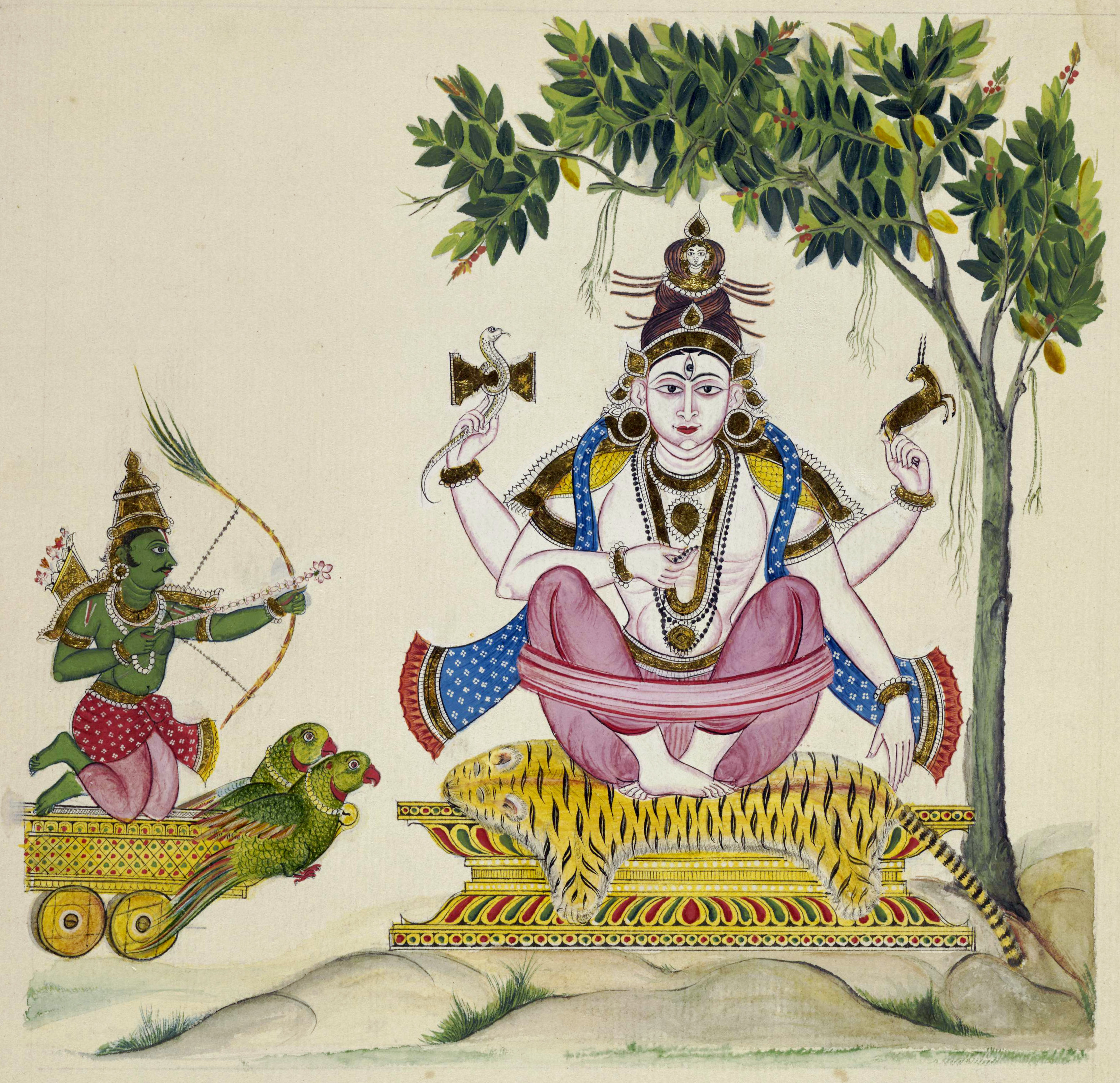
Kama dispara sus flechas de amor a Shiva (derecha)

El Bhagavata Purana narra además que la desconsolada Rati enloquece por la muerte de Kama y, en las versiones del Matsya Purana y el Padma Purana, se echa encima las cenizas de su marido. En el Bhagavata Purana, Rati experimenta una penitencia severa y suplica a Parvati para que interceda con Shiva para restaurar a su marido. Parvati le tranquiliza diciendo que Kama renacerá como Pradiumna, el hijo de Krishna, el Avatar del dios Vishnu en la Tierra, y Rati tendría que esperarle en la casa del demonio (asura) Sambara. En otras versiones de la narración como el Matsya Purana, el Padma Purana, el Shiva Purana, el Linga Purana y el Kathasaritsagara,  es Shiva quién bendice a Rati con la bendición de la resurrección de Kama. En otras variantes,  Rati maldice a los dioses que enviaron a Kama a su condenada misión y los dioses, como grupo o Brahma, buscan alivio para la apenada Rati de Shiva o la Diosa Suprema, siendo Parvati una de sus muchas manifestaciones. En algunas leyendas, como la del Brahmanda Purana, la Diosa revive a Kama inmediatamente, oyendo las súplicas de la dolida Rati y los dioses. El renombrado poeta de sánscrito Kalidasa dedica el canto IV a hablar de la situación de Rati en su Kumarasambhava, que se centra en la historia de la boda de Shiva y Parvati y el nacimiento de su hijo Skanda, quién mata a Tarakasura. El Canto IV narra que Rati presencia la muerte de su marido y lamenta su muerte, y entonces intenta inmolarse en una pira funeraria. Una voz celestial le para justo a tiempo, declarando que después del matrimonio de Shiva,  revivirá a su marido.

## Asociaciones e iconografía

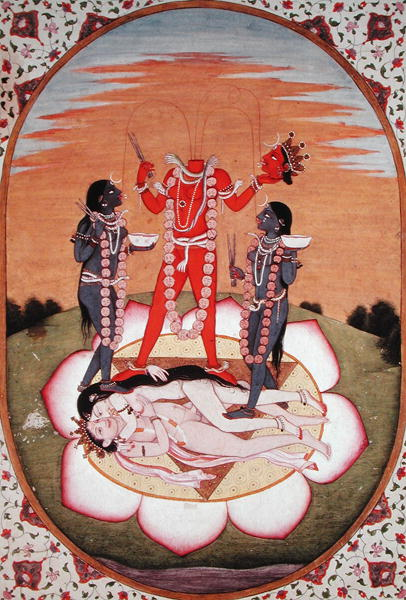
Chhinnamasta encima de Kama y Rati.

El nombre Rati significa en sánscrito "el placer del amor, la unión o pasión sexuales, la diversión amorosa", todo lo cual personifica Rati. Rati también se refiere a la semilla de la mujer. La palabra Rati también da lugar a otras palabras en sánscrito relacionadas con el amor como Kama-rati ("un hombre estupefacto por el deseo"), rati-karman ("coito sexual"), rati-laksha ("coito sexual"), rati-bhoga ("diversión sexual"), rati-shakti ("poder viril"), rati-jna ("especialista en el arte del amor"), y rati-yuddha ("una batalla-sexual"). La palabra Rati también aparece en los nombres en sánscrito de muchas técnicas y posiciones sexuales como Rati-pasha ("el lazo de Rati"), una postura sexual en la que la mujer cierra sus piernas detrás de la espalda de su amante.
Rati representa el placer sexual, el deseo carnal y la sexualidad. Rati representa solo el aspecto placentero de la actividad sexual y no se relaciona con la procreación o la maternidad. No solo es Rati la consorte de Kama, sino también su ayudante y compañera constante, quien despierta sentimientos sexuales. Kama es normalmente descrito con Rati a su lado. Rati también se incluye como un personaje menor en cualquier obra que implica a Kama. Rati también disfruta de la adoración con Kama en algunos ritos de festivales dedicados a él.
En el Tantra, la diosa Mahavidya Chhinnamasta es descrita cortándose su propia cabeza y situándose encoma de la pareja Kama y Rati que están copulando, con Rati encima (viparita-rati). La postura de la mujer encima sugiere una dominancia de la mujer sobre el hombre. Chhinnamasta encima de la pareja copulando se interpreta en ocasiones como un símbolo de autocontrol del deseo sexual, y a veces como una diosa que engloba la energía sexual. Las imágenes de Chhinnamasta sentada encima de Kamadeva-Rati en una forma no supresiva se asocian con esta última interpretación. La pareja de deidades del amor también simbolizan maithuna, el ritual de la unión sexual.